# 彭寿生
彭寿生（1916年—1993年），中国人民解放军将领、中国人民解放军开国少将。
曾任中国人民解放军67军副军长。1955年，授予中国人民解放军少将。

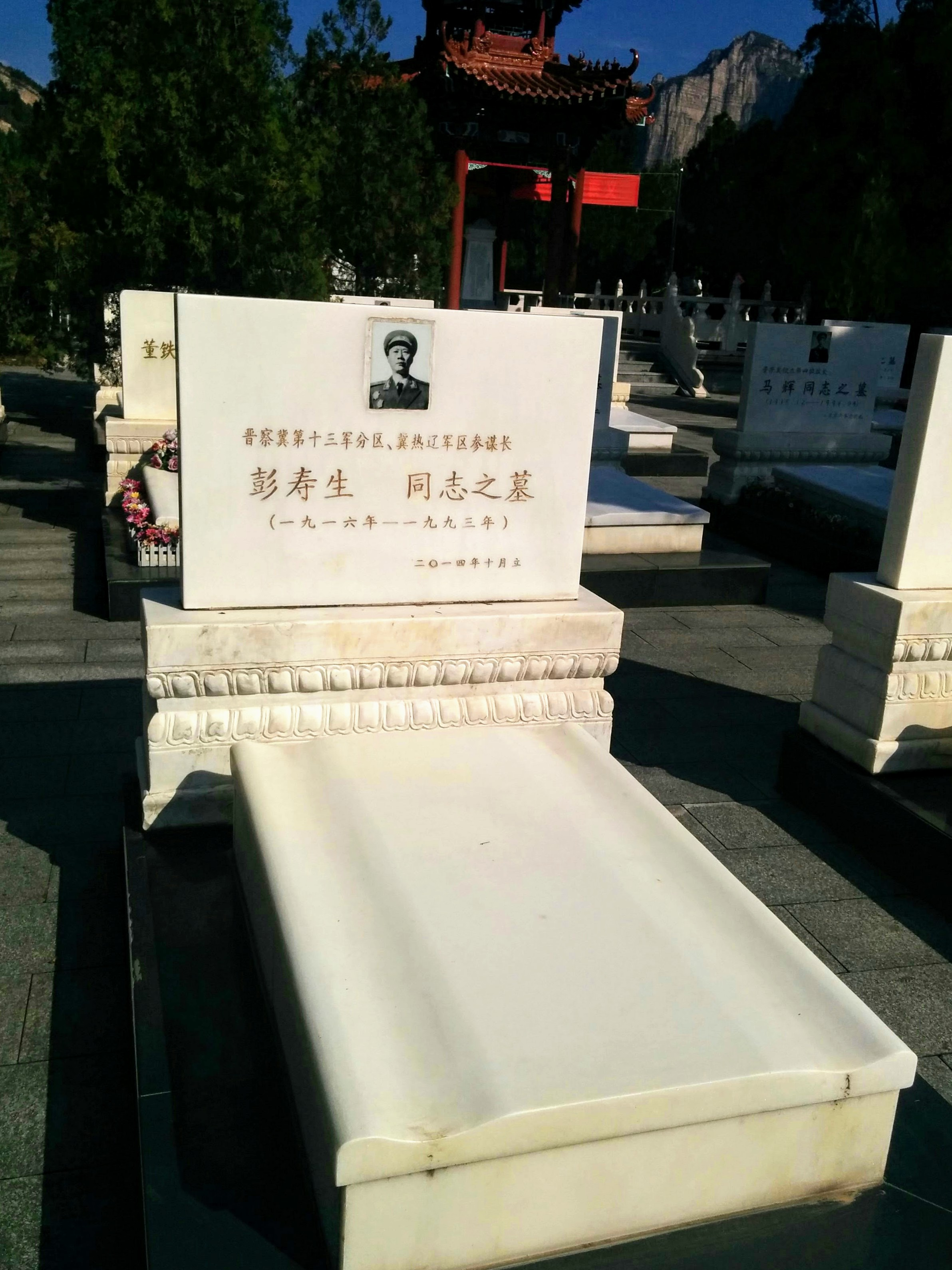
彭寿生之墓